# La Bionda

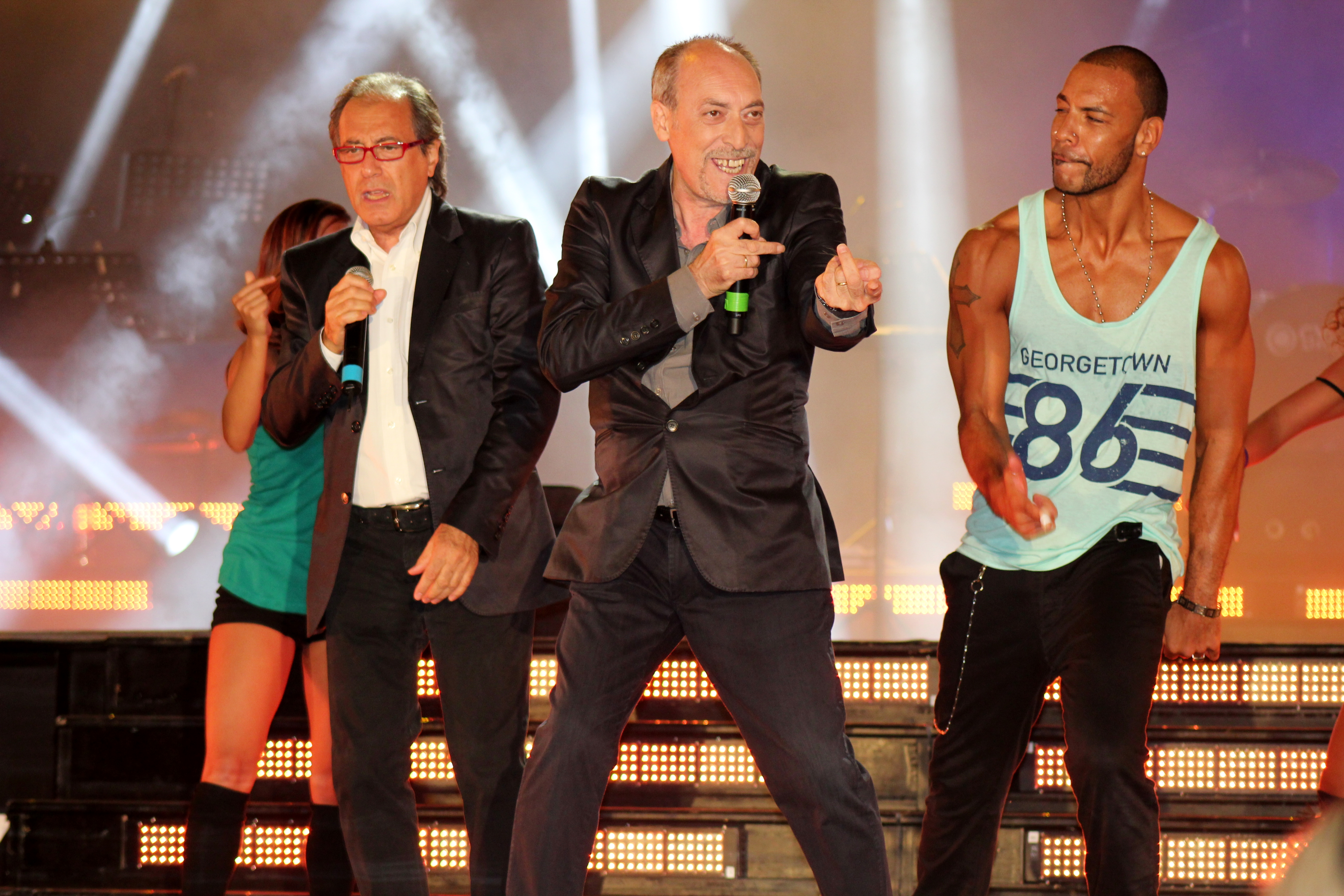
La Bionda & Etienne in 2013

La Bionda is een Italiaans duo uit Milaan, maar oorspronkelijk afkomstig van Sicilië, bestaande uit de broers Carmelo (1949-2022) en Michelangelo La Bionda die in 1978 het meest bekend werden met de zomerse discoplaat One for you, one for me die in heel Europa hoog in de hitparades stond genoteerd die zomer. 
De plaat werd in Nederland een enorme hit in de destijds drie hitlijsten op de nationale publieke popzender Hilversum 3 (Nederlandse Top 40, Nationale Hitparade en de TROS Top 50). In het Top 100 Jaaroverzicht 1978 stond de plaat op de 55e positie. 
In België bereikte de plaat de nummer 1-positie in zowel de Vlaamse Ultratop 50 als de Vlaamse Radio 2 Top 30. 
Een andere plaat van de band in 1978 was Baby make love.

## Geschiedenis
De broers begonnen in 1970 als componist en producer. Dat jaar debuteerden ze als duo met het nummer Primo sole, primo fiore, geïnspireerd op het Beatles song festival in Venetie. Begin jaren 70 brachten ze twee albums uit: Fratelli la Bionda en Tutto va bene. 
In 1977 haakten ze in op de opkomende discorage, ook wel eurodisco of meer specifiek italodisco genoemd met de Engelstalige nummers Disco bass en Burning love, waarmee ze hun eerste internationale succes kregen. In 1978 kregen ze hun grootste succes en brachten het nummer "One for you, one for me" uit dat opviel door de eenvoudige tekst met alleen aan het eind van het nummer enkele andere zinnen dan One for you, one for me. Naast de broers traden op de achtergrond bij de optredens van dit nummer ook twee oosters geklede dames en één oosters geklede man op.
In 1983 verleenden ze hun medewerking aan het eveneens Italiaanse duo Righeira bestaande uit Stefano Righi en Stefano Rota met de nummers Vamos a la playa en No tengo dinero. In 1999 scoorden ze in Nederland een hit met Eeah DaDa!.
In 2010 lieten ze nog steeds van zich horen met de nummers I love you en You're so fine the blonde.
Verder zijn ze vooral op de achtergrond actief met het produceren van nummers van andere artiesten.

## Discografie

### Albums
| Album met eventuele hitnotering(en) in de Nederlandse Album Top 100 | Datum van verschijnen | Datum van binnenkomst | Hoogste positie | Aantal weken | Opmerkingen |
| ------------------------------------------------------------------- | --------------------- | --------------------- | --------------- | ------------ | ----------- |
| La Bionda                                                           | 1978                  | 02-09-1978            | 30              | 2            |             |

### Singles
| Single met eventuele hitnotering(en) in de Nederlandse Top 40 | Datum van verschijnen | Datum van binnenkomst | Hoogste positie | Aantal weken | Opmerkingen                                                                              |
| ------------------------------------------------------------- | --------------------- | --------------------- | --------------- | ------------ | ---------------------------------------------------------------------------------------- |
| One for you, one for me                                       | 1978                  | 05-08-1978            | 6               | 9            | #7 in de Nationale Hitparade / #6 in de TROS Top 50 / AVRO's Radio en TV-Tip Hilversum 3 |
| Eeah DaDa!                                                    | 1999                  | 11-09-1999            | 36              | 2            | #53 in de Mega Top 100 / Dancesmash op Radio 538                                         |